# Diesen
Diesen är en kommun i departementet Moselle i regionen Grand Est (tidigare regionen Lorraine) i nordöstra Frankrike. Kommunen ligger i kantonen Saint-Avold 1er Canton som tillhör arrondissementet Forbach. År 2022 hade Diesen 1 029 invånare.

## Befolkningsutveckling
Antalet invånare i kommunen Diesen
| Referens: INSEE |